# Distrito de Merzig-Wadern
El distrito de Merzig-Wadern es uno de los seis distritos del estado alemán de Sarre. Tiene un área de 555 km², una población de 103 908 habitantes, y una densidad poblacional de 190 hab/km². Su capital es la ciudad de Merzig.
Limita al norte con el estado de Renania-Palatinado, al este con el distrito de Sankt Wendel, al sur con el distrito de Saarlouis y Francia, y al oeste con Luxemburgo. Está atravesado por el río Sarre, un afluente del río Mosela.

## Ciudades y municipios
Comprende 2 ciudades y 5 municipios (habitantes a 31 de diciembre de 2017)
| Ciudades 1. Merzig (29 818) 2. Wadern (15 771) | Municipios 1. Beckingen (15 035) 2. Losheim am See (16 042) 3. Mettlach (12 081) 4. Perl (8536) 5. Weiskirchen (6373) |